# Белау (Плен)
Белау (њем. Belau) општина је у њемачкој савезној држави Шлезвиг-Холштајн. Једно је од 84 општинска средишта округа Плен. Према процјени из 2010. у општини је живјело 350 становника. Посједује регионалну шифру (AGS) 1057005.

## Географски и демографски подаци
Белау се налази у савезној држави Шлезвиг-Холштајн у округу Плен. Општина се налази на надморској висини од 42 метра. Површина општине износи 14,9 km². У самом мјесту је, према процјени из 2010. године, живјело 350 становника. Просјечна густина становништва износи 24 становника/km².